# سکیو (اورگن)
سکیو (به انگلیسی: Scio) شهری در شهرستان لین ایالت اورگن است و در سرشماری سال ۲۰۱۱ میلادی، ۸۳۸ نفر جمعیت داشته که نسبت به سال ۲۰۱۰، ۰٫۲۴ درصد رشد جمعیت داشته‌است.